# Ligne Lehrte-Hambourg-Harbourg
La ligne Lehrte-Hambourg-Harbourg est l'une des lignes ferroviaires les plus importantes de Basse-Saxe pour le transport de passagers et de marchandises. Bien que la ligne ferroviaire Hanovre-Celle soit utilisée depuis les années 1960 pour le trafic voyageurs longue distance entre Hanovre et Hambourg au lieu du tronçon Lehrte-Celle (de), la ligne revêt une grande importance pour le trafic de marchandises sur toute sa longueur.
Avec la construction de la ligne de l'Elbe inférieur (de), la ligne est prolongée jusqu'à Cuxhaven (de) . Officiellement, la liaison Lehrte-Hambourg-Harbourg fait désormais partie de la ligne Lehrte-Cuxhaven.

## Histoire

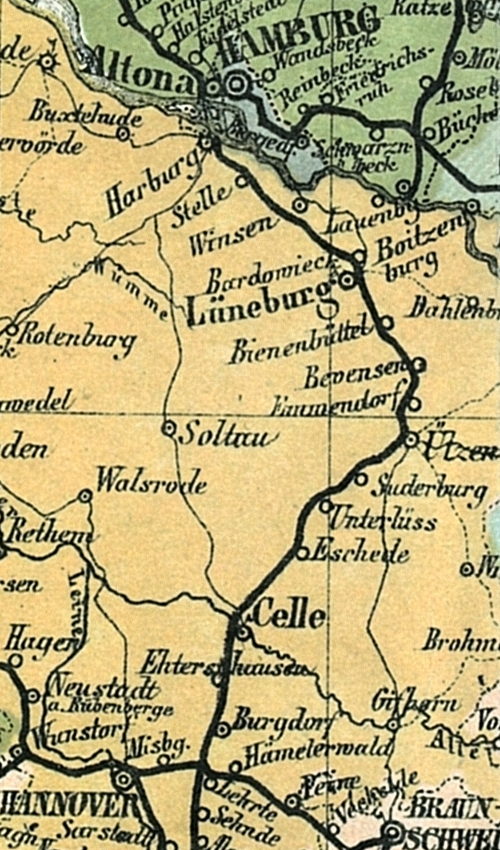
Ligne Lehrte-Harbourg (1861)

### Carrefour Hanovre/Lehrte
La section Lehrte-Celle est  planifiée par les chemins de fer royaux de Hanovre comme branche nord de la « ligne de la Croix » avec les lignes Hanovre-Brunswick (de) et Lehrte-Hildesheim (de) et est ouverte le 15 octobre 1845. Le centre de ces lignes est la gare de Lehrte, le nœud ferroviaire le plus important du royaume de Hanovre. Le 1er mai 1847, la ligne est prolongée jusqu'à la ville de Harbourg (alors hanovrienne). Dès 1837, le tracé de ce tronçon est étudié en quatre variantes – l’une des premières études de faisabilité économique du système ferroviaire allemand.

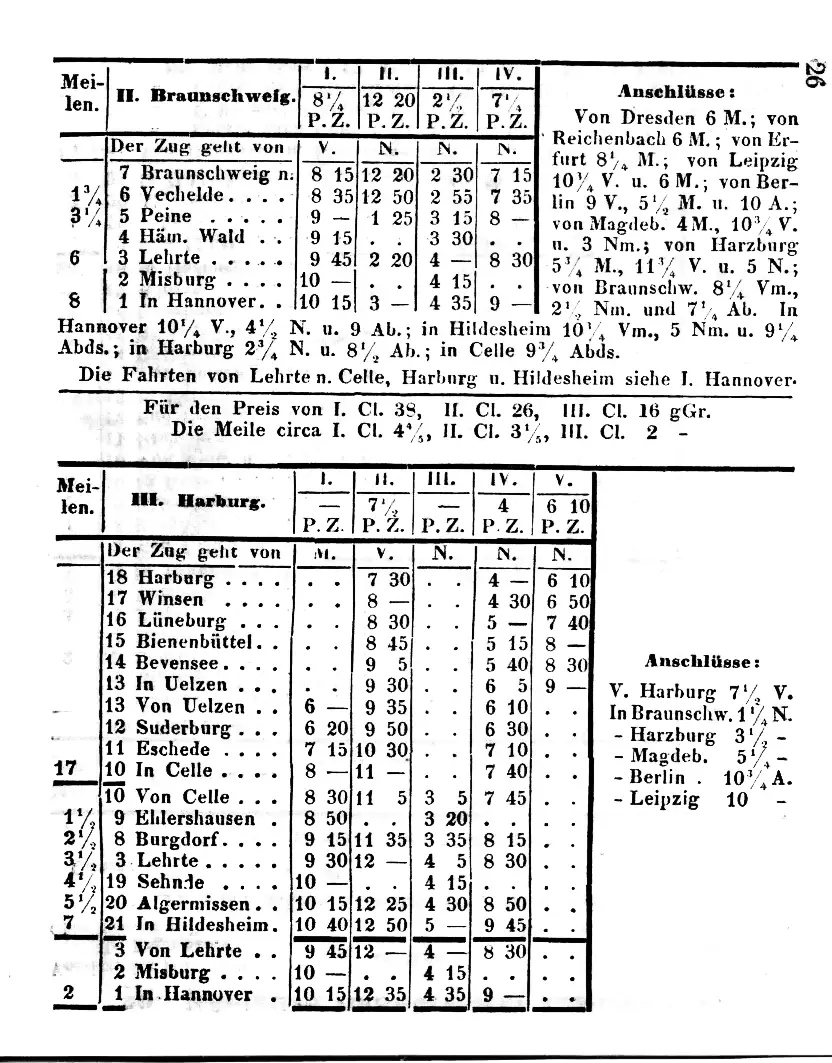
D'Harbourg 1847

La ligne est initialement ouverte comme une ligne à voie unique, mais la superstructure est déjà préparée pour une exploitation à double voie. La seconde voie est posée par tronçons : 1853/54 Celle – Eschede, 1857/58 Lehrte – Celle et Winsen – Harburg, 1860/61 Lunebourg – Bardowick, 1862/63 Bienenbüttel – Lunebourg, 1864/65 Bevensen – Bienenbüttel et Bardowick – Winsen, 1867 Suderburg – Uelzen – Bevensen et Eschede 1869 – Suderbourg. En raison du terrain plat, les paramètres de routage sont favorables : 40,560 kilomètres des 154,505 kilomètres de Lehrte à Harbourg sont horizontaux, 32 377 kilomètres ont des pentes inférieures à 1:600 et 81,564 kilomètres de montée ou de descente entre 1:600 et 1:300, ce dernier étant le dénivelé le plus élevé. 118,556 kilomètres qui viennent d'être posés, 26,788 kilomètres avec un rayon compris entre 4,674 Kilomètre (1000 tiges) à 1,869 kilomètres (400 tiges) et seulement 9,155 Kilomètres avec un rayon compris entre 1,869 kilomètres (400 tiges) et 701 mètres (150 tiges), qui est le plus petit rayon de ligne

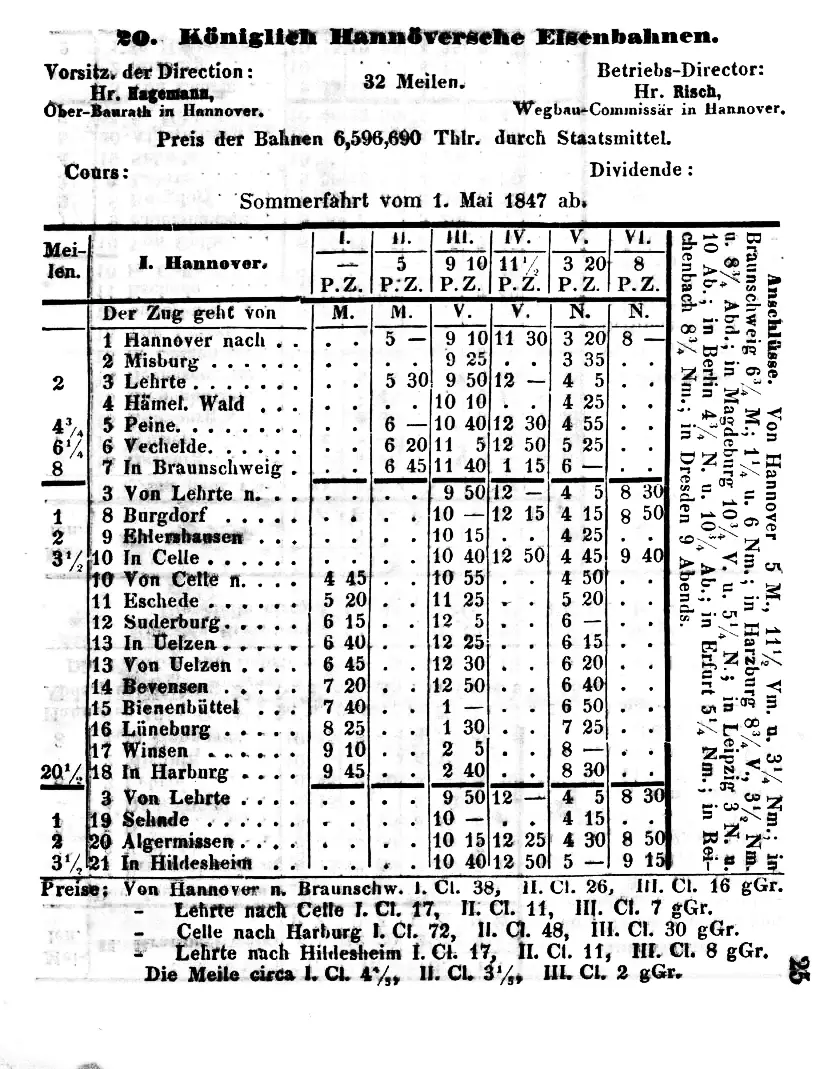
De Hanovre 1847

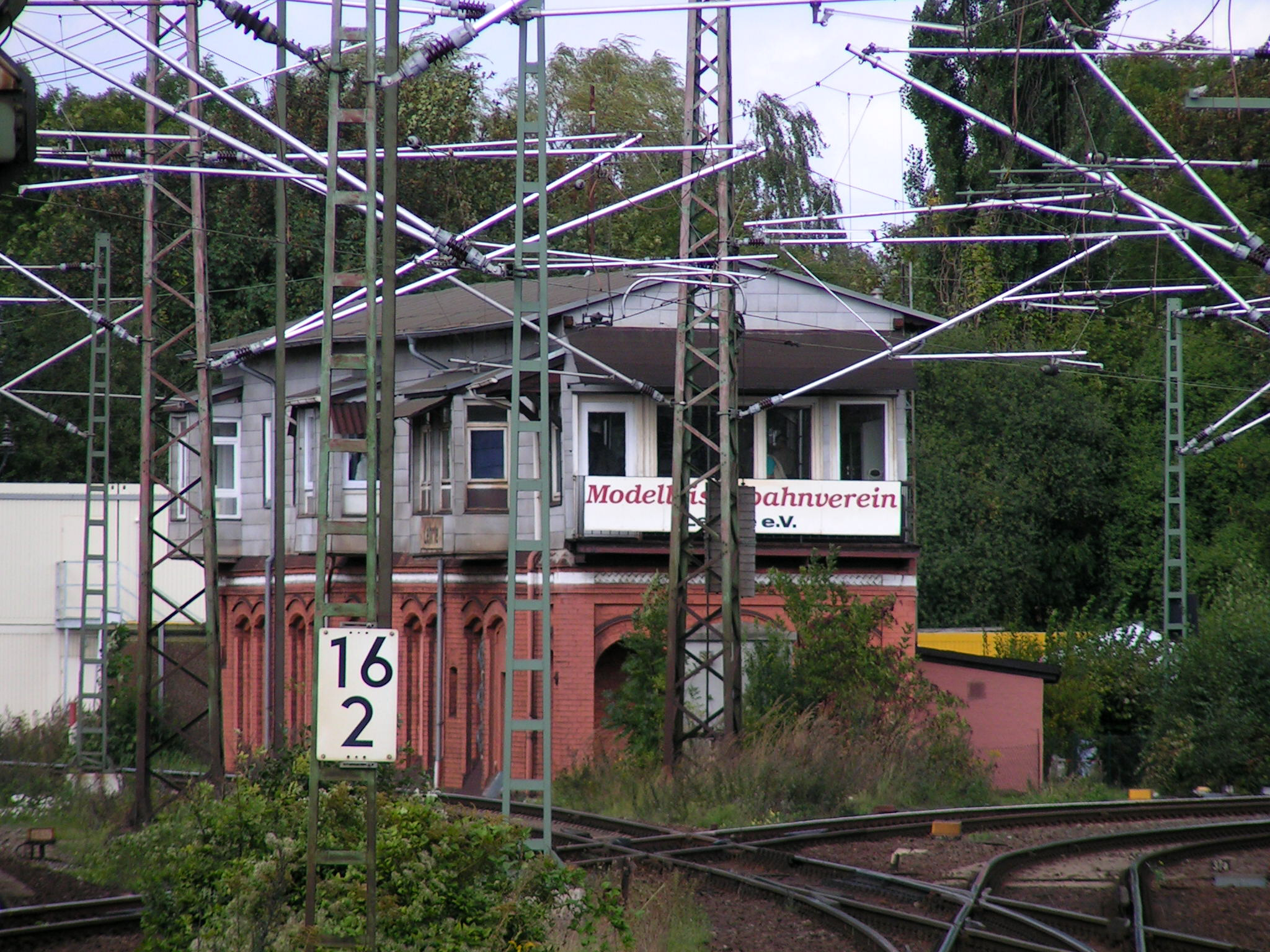
Départ de l'itinéraire à Lehrte : à droite vers Celle, à gauche vers Hanovre

À cette époque, Harbourg est encore le port rival d'Hanovre par rapport au port de Hambourg. Pendant longtemps, il n'y a pas de liaison ferroviaire à travers l'Elbe. À partir de 1864, le trafic de marchandises peut atteindre Hambourg via la ligne Lauenbourg-Hohnstorf (de). Le trafic passagers est assuré par des ferries reliant Harbourg à Hambourg. Le pont sur l'Elbe (de) reliant Harbourg à Hambourg est achevé peu après l'unification de l'Empire allemand en 1872. La construction du pont est confiée à la Compagnie des chemins de fer de Cologne-Minden. En 1866, le gouvernement prussien lui a confié la construction d'une liaison ferroviaire reliant Wanne-Eickel à Hambourg via Münster, Osnabrück, Brême et Harbourg (dans le cadre de la « ligne de roulement ») et a commencé les travaux avant même la fondation de l'Empire allemand. Jusqu'à l'annexion du Hanovre après la guerre de 1866, en plus de cette ligne ferroviaire directe, sont également disponibles : notamment la construction de ponts sur l'Elbe souhaitée par la Prusse et Hambourg échoue toujours en raison de la résistance du royaume de Hanovre. Au cours de cette annexion, les chemins de fer royaux de Hanovre et donc la liaison Harbourg–Hanovre tombrent également sous la Prusse. La Direction royale des chemins de fer d'Hanovre, compétente en la matière, reste sous administration prussienne et perd son ancien nom. Jusqu'en 1906, la gare hanovrienne (de) à Hambourg est desservie par des trains, date à laquelle elle est remplacée par la gare centrale.
D'autres lignes de liaison sont la ligne d'Amérique (de), les lignes Gifhorn-Ville-Celle (de) et Celle-Schwarmstedt-Wahnebergen (de), la ligne de Wittenberge à Buchholz (de), plusieurs lignes SinON (de) et les lignes ferroviaires Celle-Brunswick (de), Lübeck-Lunebourg (de) et Uelzen-Dannenberg (de). L'arrêt Otze est ouvert en 1896

### Hanovre
L'introduction en gare de Lehrte depuis l'ouest rend nécessaire pour tous les trains entre Hanovre et Celle de changer de direction à Lehrte. Sur la ligne Hambourg-Cassel, un nouveau changement de direction s'avère nécessaire à Hanovre. Avec la construction de la Ligne de contournement de marchandises d'Hanovre (de) une connexion directe à la Hanovre-Lehrte (de) est également construite et ouvert le 1er mai 1906; cela permet de contourner la gare de voyageurs de Lehrte. Les opérations électriques débutent le 6 avril 1965. La construction de la liaison entre Langenhagen et Celle par la ligne des Landes (de) a déjà commencé en 1913. Cette liaison doit permettre l'introduction de trains de Hambourg à Hanovre depuis l'ouest, de sorte que les trains en direction de Cassel puissent circuler sans avoir à faire demi-tour. Cependant, la construction aest interrompue en raison de la Première Guerre mondiale et il n'y a pas d'argent disponible pour poursuivre la construction. Ainsi, seuls des animaux à quatre pattes peuvent être trouvés sur le tronçon achevé, ce qui lui vaut le surnom de « piste de lapin ». Ce n'est que le 15 mai 1938 que la ligne est ouverte au trafic de transit. Depuis lors, les trains peuvent circuler de Hambourg vers le sud de l'Allemagne sans faire de détour par Lehrte et sans faire demi-tour à Hanovre. Cependant, cette route n'est ouverte que depuis le 2 novembre 1964, la ligne est doublée, de sorte que de nombreux trains de voyageurs continuent à circuler via Lehrte ou au-delà de Lehrte jusqu'alors. Le tronçon de la ligne jusqu'à Lehrte reste important pour le trafic de marchandises. La ligne ferroviaire de contournement de fret de Hanovre y mène. La ligne est entièrement électrifiée depuis le 6 avril 1965

### S-Bahn Hanovre
Avant le lancement du S-Bahn de Hanovre en 2000, les quais du tronçon Lehrte–Celle sont surélevés à une hauteur de 76 centimètres surélevés et modernisés. En novembre 2000, la première ligne de S-Bahn est introduite sur cet itinéraire. À l'époque, elle circule sous le nom de ligne S3 entre Hanovre et Celle avec un changement de direction à la gare de Lehrte (aujourd'hui S7). En plus de la ligne S-Bahn, une ligne express régionale directe circule jusqu'en décembre 2008 entre Hanovre et Celle sans arrêt à Lehrte. En décembre 2008, cette ligne est convertie de trains à n voitures tirés par des locomotives en unités multiples électriques et intégrée au réseau S-Bahn (maintenant S6).

## Parcours
La gare de jonction de Lehrte comme point de départ est située dans la plaine d'Allemagne du Nord, plus précisément dans la zone frontalière entre le bassin de lœss de Brunswick-Hildesheim (de) et le geest de Burgdorf-Peine (de). Au nord-ouest, la ligne continue en ligne droite à l'ouest de la Burgdorfer Aue (de) via Burgdorf jusqu'à Celle, où l'Aller et ses plaines sont traversés. En se dirigeant un peu plus à l'Est en direction d'Uelzen, la ligne traverse désormais le Lüß (de) et atteint Uelzen et la vallée d'Ilmenau. Jusqu'à Bienenbüttel, la ligne de chemin de fer reste à l'ouest (à gauche) de l'Ilmenau et du canal latéral à l'Elbe, traverse la rivière et, toujours dans la partie orientale de la lande de Lunebourg, atteint la ville de Lunebourg. La ligne est ensuite choisi pour passer au nord-est à travers la bordure sud des marais de l'Elbe (de) dans les Montagnes Noires (de), où les montagnes d'Harbourg (de) sont également touchées à Harbourg, où la ligne continue vers le nord sur l'Elbe du Sud.

## Extension de la ligne

### Premiers projets de construction
Dans une étude préparée en octobre 1962, le Groupe d’études générales propose la création d’une « ligne ferroviaire à grande vitesse » entre Hambourg et Hanovre. La nouvelle ligne, pouvant être parcourue à 200 km/h, doit être 27 kilomètres plus courte que la ligne existante et réduire le temps de trajet à 60 minutes
Au milieu des années 1960, deux nouvelles lignes d'une longueur totale de 104 km sont envisagées. En liaison avec une nouvelle ligne presque droite entre Hambourg-Harburg et Celle, il est prévu de contourner Lehrte, ce qui aurait permis aux trains venant du nord de se diriger vers le sud et l'ouest sans changer de sens de circulation. Pour une extension continue à 200 km/h, également envisagée, les gares de Lunebourg et d'Uelzen (de) auraient dû être contournées. L'idée d'une nouvelle ligne directe est également rejetée, car elle aurait traversé la grande zone de captage de l'approvisionnement en eau potable de la ville au nord de Hanovre.

### Extension à200km/h
Vers 1970, des essais de grande envergure ont lieu sur la ligne afin d'étudier les conditions d'une circulation régulière des trains à 200 km/h. Le Plan fédéral d'infrastructures de transport de 1973 (de) introduit l'extension de la ligne d'Hambourg-Uelzen-Hanovre est l'un des huit projets d’expansion prévus dans le secteur ferroviaire. Dans la mise à jour du programme d'investissement coordonné pour les infrastructures de transport fédérales de 1977, l'extension de la ligne Hanovre-Hambourg est incluse comme l'un des six projets d'extension. Dans le Plan fédéral d'infrastructures de transport de 1980 (de), la ligne modernisée est l'une des 13 projets d'agrandissement de la scène I, qui doivent être réalisés d'ici 1990. En 1983, le coût de l'extension est estimé à 0,9 milliard de marks (prix de janvier 1983)
Le premier tronçon aménagé pour une vitesse de 200 km/h est la section Celle-Uelzen, longue de 78,4 kilomètres, mise en service par tronçons avec la ligne entre Langenhagen et Celle entre 1978 et 1984. En 1984, le tronçon Bevensen-Lunebourg, long de 20,3 kilomètres, est mis en service pour une vitesse de 200 km/h. En 1987, le tronçon Lunebourg-Meckelfeld, long de 32,5 kilomètres, est mis en service. Un nouveau tracé doit être réalisé à Unterlüß et à Bienenbüttel,.
Le 13 août 1980, la locomotive 120 002 établit un nouveau record mondial pour les véhicules triphasés en atteignant 231 km/h entre Celle et Uelzen. En avril 1975, une automotrice à turbine à gaz DB série 602 (de) a déjà circulé entre Uelzen et Celle avec 217 km/h, établissant ainsi un nouveau record de vitesse allemand pour les véhicules à combustion interne.
Le Plan fédéral d'infrastructures de transport de 1985 (de) inscrit la ligne d'extension dans les besoins prioritaires en tant que surplus. Sur un coût total estimé à 185 millions de DM (au prix de 1983), 167 millions de DM sont dépensés à la fin de l'année 1985. L'essentiel des investissements consistait en 13 autres améliorations de lignes pour un coût total de 95 millions de DM ; la plus longue amélioration de ligne est réalisée sur une longueur de 6,5 kilomètres près d'Unterlüß pour un montant de 43 millions de DM. L'ensemble des mesures doit permettre d'atteindre une vitesse maximale de 200 km/h sur presque toute la ligne. Les améliorations de lignes au niveau des gares de Celle, Uelzen et Lunebourg, qui figurent dans le plan fédéral des voies de communication de 1985 en tant que partie du projet ABS Maschen-Lehrte dans la section Planifications, en sont exclues.
Entre 1986 et 1989, 26 millions de DM supplémentaires sont dépensés pour l'expansion. Les coûts totaux sont estimés aux prix de 1989 à 187 millions de DM.

### Transrapid
À la fin des années 1980, la ligne Hanovre-Hambourg, ainsi que la ligne Essen-Bonn, sont proposés comme itinéraire pour le Transrapid. La gare centrale de Hambourg et la gare de Hambourg-Altona sont considérées comme des arrêts finaux, combinés avec des traversées au-dessus et au-dessous des bras de l'Elbe.
Déjà en août 1988, le parlement de l'État de Basse-Saxe a rejeté une telle ligne Transrapid. Auparavant, de nombreux arrondissements se sont déjà prononcés contre le tracé de référence prévu. Selon une prévision de 1988, le train à sustentation magnétique doit générer un volume de trafic annuel de 581 millions de passagers-kilomètres seront réalisés, dont la majorité sera un transfert du trafic longue distance sur cet axe.

### Extension supplémentaire
En 1992, le tronçon entre Hambourg-Harburg et Celle (132 km) font partie des cinq itinéraires qui doivent être équipés en priorité de blocs hautes performances CIR-ELKE (de).

### Extension Lunebourg–Stelle

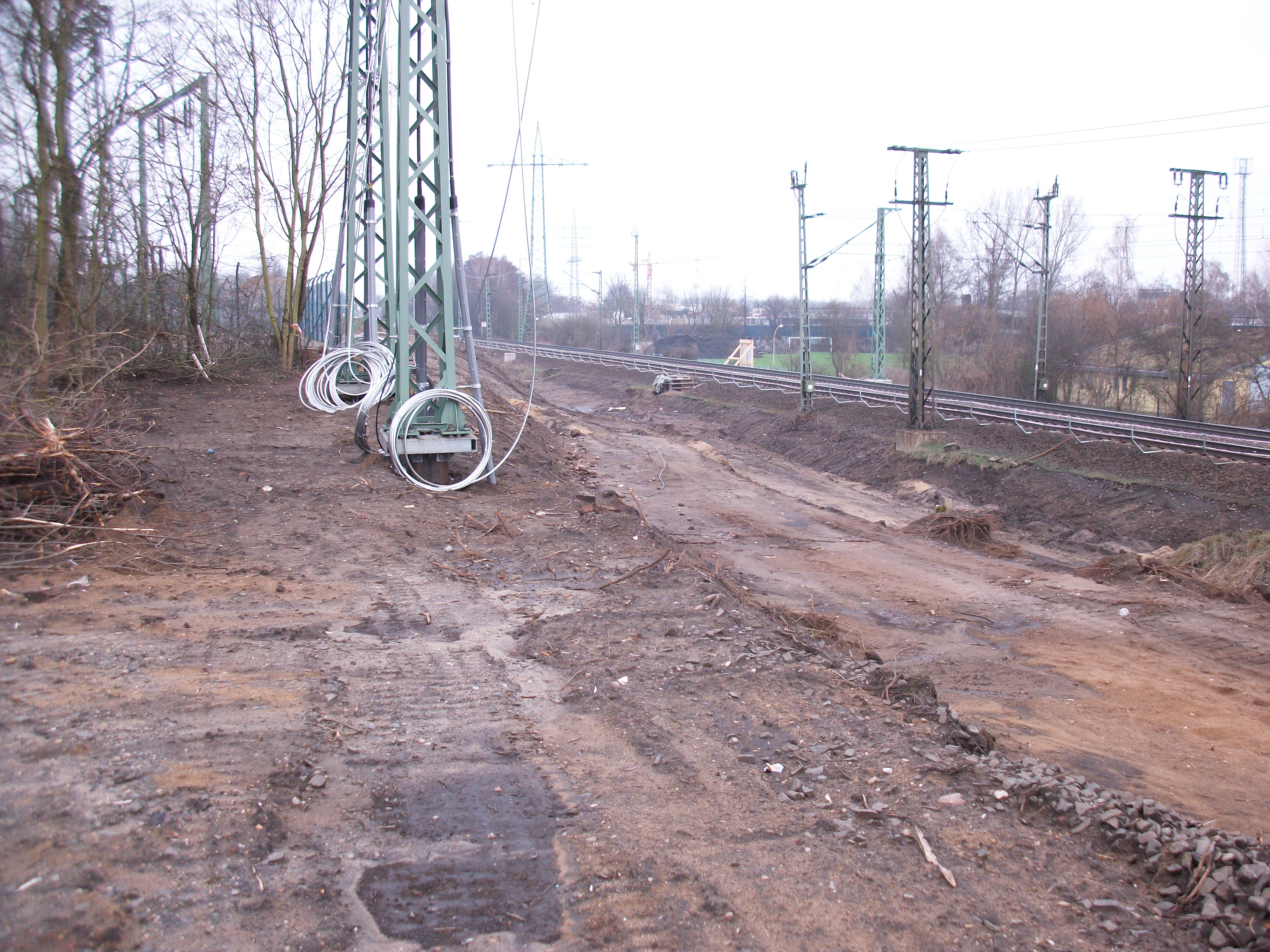
Construction de la troisième voie à la sous-station de Lunebourg

La construction d'une troisième voie est prévue en 2001 sur une longueur de 27,3 km entre Stelle (jonction des voies de la gare de triage de Maschen (de)) et Lunebourg. Le 17 août 2001, l'État de Basse-Saxe s'engage à préfinancer les coûts de planification d'une extension de la ligne à hauteur de 15,6 millions de marks. Sans préfinancement, les études n'ont pu commencer qu'à partir de 2003.
À l'origine, la troisième voie doit être construite à partir de 2004 et la mise en service par tronçon est prévue entre mi-2007 et mi-2008. Les arrêtés d'approbation des plans ne sont toutefois été pris qu'entre 2008 et 2011. Contrairement au projet initial, une quatrième voie est construite en plus entre Ashausen et Stelle.
Les mesures mises en œuvre sont :
- Construction de 35 km de voies pour des vitesses allant jusqu'à 200 km/h[26]
- Construction de 45 km de ligne aérienne de contact ou suppression de traverses[27]
- Nouvelle construction ou extension de 46 ponts ou passages[27]
- Construction de deux nouveaux postes d'enclenchement électroniques ESTW-A à Winsen et Bardowick, sous-centre à Lunebourg et équipement de la ligne[27]
- Adaptation des postes d'aiguillage du plan de voies existant à Stelle et Lunebourg[27]
- Nouvelle construction ou extension de stations de transport à Radbruch, Bardowick, Winsen et Ashausen[27]
- Mise en œuvre de mesures de protection active contre le bruit[27] ; Dans certains cas, des murs antibruit allant jusqu'à six mètres de haut étaient nécessaires[26]

Le premier coup de pioche est donné le 8 octobre 2009 sur le tronçon 4 (Lunebourg). La mise en service doit se faire progressivement entre 2012 et 2015. Sur le tronçon 1 (Stelle-Ashausen), l'exploitation à quatre voies débute en décembre 2011 ; sur les tronçons 3 et 4 (au nord de Radbruch-Lunebourg), l'exploitation à trois voies débute en décembre 2012. La cérémonie de mise en service de l'ensemble de la ligne aménagée a lieu le 10 juillet 2014.
En 2001, les coûts totaux ont été estimés à 383 millions de marks. En janvier 2009, la Deutsche Bahn AG lance un appel d'offres pour deux tronçons de l'extension à trois voies, y compris un tronçon à quatre voies entre Stelle et Ashausen. Les coûts estimés du marché en cours entre octobre 2009 et juillet 2012 s'élèvent à 255 millions d'euros (hors TVA). En 2012, les coûts d'investissement totaux prévus s'élèvent à 280 millions d'euros. En 2013, on s'attend à environ 246 millions d'euros de fonds fédéraux et environ 48 millions d'euros de fonds de l'UE. Les investissements s'élevent finalement à un total d'environ 350 millions d'euros ; ils sont financés par l'État fédéral, l'UE (FEDER), la DB et l'État de Basse-Saxe.

### Situation actuelle
Le 5 décembre 2012, le tronçon Uelzen-Stelle a été déclaré « voie ferrée surchargée » par la Deutsche Bahn. Selon une analyse des goulets d'étranglement réalisée au milieu des années 2010 par le ministère fédéral des Transports, le tronçon entre Celle et Lunebourg en particulier serait surchargé avec 140 trains par jour ; entre Nienburg et Verden, la surcharge serait de 60 trains. Avec un taux d'utilisation de 126 pour cent, la ligne est considérée comme surchargée en 2011 ; les trains doivent circuler à des intervalles particulièrement rapprochés. Un jour de référence (11 janvier 2022), on compte entre 83 et 194 trains par section et par direction. Un projet de plan prévoit notamment une série de mesures infrastructurelles, dont de nouveaux quais, des aiguillages et des voies de dépassement. Un projet actualisé de plan d'augmentation des capacités de l'infrastructure ferroviaire (PEK) est présenté en novembre 2022.

### Planification
Dans les années 1990, la Deutsche Bahn commence à planifier la ligne dite Y (de) Les nouvelles lignes, disposées en Y, doivent relier Hanovre à Brême et Hambourg et soulager les lignes Celle–Hambourg-Harbourg et Wunstorf–Brême. Des initiatives citoyennes se forment contre le projet et rejetent le plan, c'est pourquoi le Forum de dialogue Schiene Nord est créé en 2015 pour discuter de projets alternatifs d'expansion et de nouvelles constructions. Alpha-E (de) est une variante qui ne nécessite pas de nouvelles lignes, mais les critiques la considèrent comme insuffisante. Entre Hambourg et Hanovre, la variante originale prévoit seulement une troisième voie entre Uelzen et Lunebourg. Sur cette base, le ministère fédéral des Transports développe le projet Alpha-E + Brême optimisé pour le Plan fédéral d'infrastructure des transports 2030, qui ne prévoit plus nécessairement une simple extension des lignes existantes entre Hanovre et Hambourg, mais s'appuie sur ce que l'on appelle des contournements. La planification préliminaire du sous-projet « ABS/NBS Hambourg–Hanovre » est achevée fin 2022. Le tronçon entre Hambourg et Maschen doit être équipé de l'ETCS d'ici 2025.
Dans le cadre du « package de démarrage » de Digital Schiene Deutschland, dans le cadre du corridor du réseau central TEN Scandinavie–-Méditerranée, le tronçon entre Maschen et Uelzen doit être équipé d'enclenchements numériques et d'ETCS d'ici 2030.
Le troisième projet d'expert du Deutschlandtakt (de) suppose une reconstruction de la jonction Maschen-Stelle-Ashausen de telle manière que deux trains puissent entrer et sortir parallèlement et à niveau aussi bien sur la voie extérieure que sur la voie intérieure de la ligne Hambourg-Lunebourg. Des investissements de 155 millions d'euros sont prévus à cet effet, sur la base des prix de 2015,.
La ligne entre Hanovre et Hambourg est prévue pour une « rénovation générale », dans laquelle les travaux de construction à venir doivent être regroupés dans une seule fermeture plus longue. La date initialement prévue au premier semestre 2026 est reportée au premier semestre 2029 à la suggestion du ministère de l'Économie, de la Construction, des Transports et de la Numérisation de Basse-Saxe (de) afin de gagner du temps de planification pour de nouvelles mesures d'extension des capacités. Le ministre des Transports de Basse-Saxe, Olaf Lies, espère pouvoir mettre en œuvre certaines parties du projet Alpha-E de cette manière. Selon le ministère fédéral des Affaires numériques et des Transports, de nouvelles mesures d'extension ou de nouvelle construction sont néanmoins nécessaires. En 2026 (du 1er mai au 10 juillet), plusieurs travaux de construction doivent être réalisés sur la ligne, notamment la construction d'un nouveau poste d'aiguillage électronique à Uelzen. Les quais des gares de Langenhagen Mitte, Großburgwedel, Suderburg et Stelle sont en cours de rénovation.
Dans le cadre de la rénovation générale, la gare d'Uelzen (de) sera dotée d'un nouveau quai sur la voie 105 et la gare de Bienenbüttel d'une voie d'évitement de 740 m de long. À la gare de Lunebourg, le quai sur la voie 204/205 sera prolongé et le côté ouest sera à nouveau étendu à deux voies

## Accidents

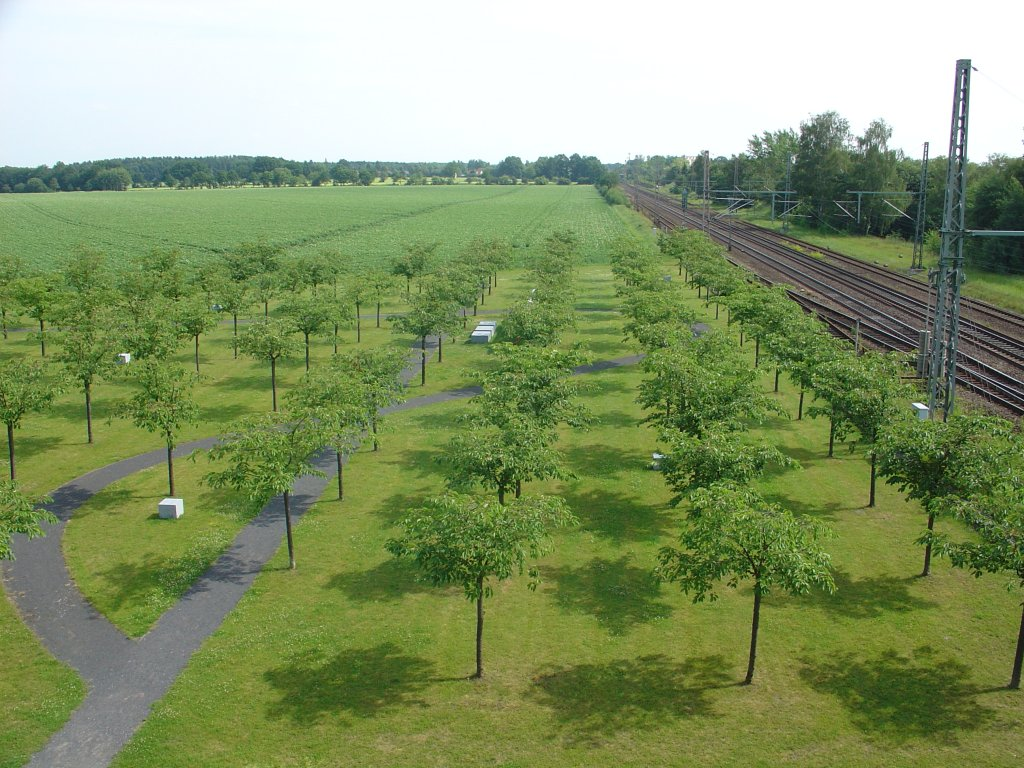
Mémorial à Eschede

- Le 23 juillet 1947, le P 782 et le Sgb 5509 se rencontrent sur la voie libre. La fermeture d'une porte d'un wagon frigorifique circulant dans le train de marchandises était défectueuse et celle-ci était donc ouverte. Conformément aux conditions de l'époque, de nombreux voyageurs du train de voyageurs se déplacent sur les marchepieds des voitures de voyageurs. La porte ouverte du wagon de marchandises fait descendre un certain nombre de ces voyageurs du train. Onze personnes sont mortes et douze autres sont blessées[42]
- Le 5 juin 1970, le D 47 « Konsul » a un accident à Celle, dans la zone sud de la gare, à hauteur de la bifurcation de la ligne Celle-Wahnebergen (de), avant le passage à niveau de la tangente, à une vitesse de 155 km/h. Le conducteur perd la vie. Cinq morts et 40 blessés en résultent. La cause était une réparation incorrecte de la voie[43].
- Le 3 juin 1998, le train ICE « Wilhelm Conrad Röntgen » déraille à proximité immédiate de la gare d'Eschede, percutant la pile d'un pont routier et provoquant ainsi l'effondrement du tablier. 101 personnes perdent la vie. La catastrophe est déclenchée par la rupture d'un bandage de roue due à la fatigue du matériau[44].

- Le 29 septembre 1999, les trois derniers wagons du ICG 50049 déraillent près de Winsen à la suite de la rupture d'un roulement de roue. Il s'en est suivi une fermeture complète suivie d'une fermeture partielle, qui est levée le 5 octobre 1999. Un train de voyageurs arrivant en sens inverse a pu être arrêté à temps. Les dégâts matériels à la superstructure sont estimés à trois millions de marks. C'est le quatrième déraillement d'un wagon de type Hbbills des chemins de fer italiens en 1999 ; la DB émet une interdiction de transport pour ces wagons[45]
- Le 17 novembre 2001, un accident a failli se produire à Bienenbüttel. Le conducteur d'un ICE doit dépasser un train de marchandises en panne sur la voie opposée. Ce faisant, il emprunte une liaison d'aiguillage autorisée à 80 km/h à 185 km/h sans dérailler. La cause présumée est l'exécution incorrecte d'une modification de circuit au cours de laquelle la vitesse est augmentée de 60 à 80 km/h. À la suite de l'oubli d'une surveillance de défaillance de l'indicateur de vitesse, l'ordinateur de la ligne signale au système de contrôle des trains de ligne la vitesse de 200 km/h autorisée pour les passages droits, au lieu de la vitesse de 80 km/h autorisée pour les embranchements[46]